# 加龍河
加龍河（法語：Garonne，法語發音：[ɡaʁɔn]；奥克语、加泰罗尼亚语）是欧洲西南部一条河流，流经法国和西班牙，是法国五大河流之一，全长647公里。

## 名字来源
加龙河的法语名称 Garonne 的古代写法是“Garumna”，这个词包含两个词根：前缀“kharr-”在阿基坦语里意味“岩石”；后缀“-unn-”在古印欧语系里意为“泉水，河流”，类似的在西欧其他河流的名字里也有，例如塞纳河（Seine）和索恩河（Saône）等。

## 地理
加龍河发源于比利牛斯山位于西班牙加泰罗尼亚省的阿兰山谷，沿着阿兰山谷向北流入法国，流经图卢兹和阿让，在昂贝斯角与多爾多涅河汇聚为吉伦特河口，之后再流过大约60英里（97公里）流入大西洋（比斯开湾）。沿着这条路线，加龙河有三个主要支流：阿列日河、塔恩河和洛特河。

## 主要穿越地区
- 西班牙：阿兰山谷
- 法国：上加龙省 (31), 塔恩-加龍省 (82), 洛特-加龍省 (47), 吉倫特省 (33)

## 外部連結
- French Waterways - River Garonne[] Information on the navigable lower Garonne
- History and real-time water heights of Garonne river and main tributaries （页面存档备份，存于）